# Motopi
Motopi is een dorp in het district Central in Botswana. De plaats telt 1340 inwoners (2011).